# Lucía Martín-Portugués
Lucía Martín-Portugués Barbero (Villanueva de la Cañada, 22 de octubre de 1990) es una deportista española que compite en esgrima, especialista en la modalidad de sable.
Ganó una medalla de bronce en el Campeonato Europeo de Esgrima de 2024, en la prueba por equipo. Además, en la Copa del Mundo ha obtenido algunos podios: primer lugar individual en Argel en 2022 y segundo lugar por equipo en Plovdiv en 2024.
Participó en los Juegos Olímpicos de París 2024, ocupando el decimoséptimo lugar en la prueba individual.
Estudió Odontología en la Universidad Complutense de Madrid.

## Palmarés internacional
| Campeonato Europeo | Campeonato Europeo | Campeonato Europeo | Campeonato Europeo |
| Año                | Lugar              | Medalla            | Prueba             |
| ------------------ | ------------------ | ------------------ | ------------------ |
| 2024               | Basilea (Suiza)    | Medalla de bronce  | Sable por equipos  |